# Melanozetes exobothridialis
Melanozetes exobothridialis är en kvalsterart som beskrevs av Bayartogtokh 1998. Melanozetes exobothridialis ingår i släktet Melanozetes och familjen Ceratozetidae. Inga underarter finns listade i Catalogue of Life.